# بشرية (المسيمير)

تعديل مصدري - تعديل

بشرية هي إحدى قرى عزلة المسيمير بمديرية المسيمير التابعة لمحافظة لحج، بلغ تعداد سكانها 225 نسمة حسب تعداد اليمن لعام 2004.